# Kelby Stuckey
Kelby Brian Stuckey (* 27. August 1967 in St. Louis) ist ein ehemaliger US-amerikanischer Basketballspieler.

## Laufbahn
Stuckey spielte in seinem Heimatland an der Soldan High School in St. Louis und dann auf Hochschulebene an der Missouri State University (1985 bis 1989). Der 2,01 Meter messende Innenspieler bekam dort erst wenig Einsatzzeit zugestanden, in der Saison 1987/88 überzeugte er dann mit 15,8 Punkten sowie 7,6 Rebounds je Begegnung, 1988/89 waren es zum Abschluss seiner Hochschulzeit 14,4 Punkte und 7,5 Rebounds im Durchschnitt.
Stuckey begann seine Laufbahn als Berufsbasketballspieler in der Saison 1989/90 beim TV 1862 Langen in Deutschland. Die Hessen hatten in der Vorsaison die Rückkehr in die Basketball-Bundesliga bewerkstelligt. Er verpasste mit der von Trainer Jürgen Barth betreuten Mannschaft allerdings im Frühjahr 1990 den Bundesliga-Verbleib.
Stuckey stand während der Saison 1990/91 in seinem Heimatland bei den San Jose Jammers in der Liga CBA unter Vertrag, erzielte 9,1 Punkte sowie 7,0 Rebounds je Begegnung. 1991/92 gehörte er wieder zur Mannschaft des TV Langen, die in die Bundesliga zurückgekehrt war. Erneut musste Stuckey mit Langen den Bundesliga-Abstieg hinnehmen. Anschließend spielte er 1992 noch für die kanadische Mannschaft Calgary 88ers in der nordamerikanischen World Basketball League.
1992/93 und 1993/94 stand er in Diensten der Mannschaft Sioux Falls Skyforce (CBA), in der Saison 1993/94 zeitweise auch beim französischen Zweitligisten Hyères-Toulon, für den er in zwölf Einsätzen herausragende 27,6 Punkte und 11,6 Rebounds je Begegnung verbuchte. Er blieb anschließend auch in der Saison 1994/95 in Hyères-Toulon (21 Spiele: 19,3 Punkte, 13,4 Rebounds/Spiel). 1995 spielte er kurzzeitig noch bei der Mannschaft Pepsi Mega auf den Philippinen.
1995/96 stand Stuckey wieder in der CBA auf dem Feld, er spielte für die Mannschaft Quad City Thunder unter Trainer Dan Panaggio, trumpfte dort mit 18,2 Punkten je Begegnung auf.
1997/98 verstärkte er Echo Houthalen BC in Belgien, nahm mit dem Verein auch am Europapokal Korać-Cup teil und überzeugte dort mit 25,8 Punkten sowie 8,3 Rebounds je Begegnung. 1998/99 spielte er bei einem anderen belgischen Verein, Power Wevelgem. Im Vorfeld der Saison 1999/2000 wurde er wieder von Houthalen verpflichtet, Anfang September 1999 aber entlassen, nachdem bekannt geworden war, dass in einer von Stuckey während seiner Zeit in Wevelgem abgegebenen Dopingprobe ein verbotener Stoff gefunden worden war. Er wurde mit einer zweimonatigen Sperre belegt. Stuckey spielte dann im weiteren Verlauf der Saison 1999/2000 bei Estudiantes de Bahía Blanca in Argentinien.
Von Herbst 2000 bis Februar 2002 war er Spieler des spanischen Zweitligisten Club Bàsquet Inca. Nach der Trennung im Februar 2002 spielte er bis zum Saisonende 2001/02 bei Union Deportiva Porriño in Spaniens dritthöchster Liga. 2002/03 stand Stuckey im selben Land beim Zweitligisten C.B. Huelva unter Vertrag. Er spielte während seiner Profilaufbahn ebenfalls in Japan.
Nach dem Ende seiner Spielerzeit erlangte er an der St. Louis University einen Hochschulabschluss im Fach Rechtswissenschaft.
2004 wurde er als Auszeichnung für seine Verdienste als Basketballspieler in die Sport-Ruhmeshalle der Missouri State University und 2017 des Bundesstaates Missouri aufgenommen.